# Houston Museum District
Lo Houston Museum District (informalmente The Museum District) è un insieme di musei, gallerie d'arte e centri culturali situato a Houston, negli Stati Uniti.
Lo Houston Museum District attualmente comprende 18 musei (fra cui Logue House) che nel 2007 hanno in totale attirato oltre 8,7 milioni di visitatori. Tutti i musei hanno delle ore in cui si può entrare senza pagare, e altri sono sempre gratis.